# Peter Hansen
Peter Marius Hansen (Faaborg, 13 maggio 1868 – Faaborg, 6 ottobre 1928) è stato un pittore danese.

## Biografia
Fu autore di vari dipinti a tema folkloristico. Trasse spesso ispirazione dalla gioventù del Bel Paese.

## Galleria d'immagini

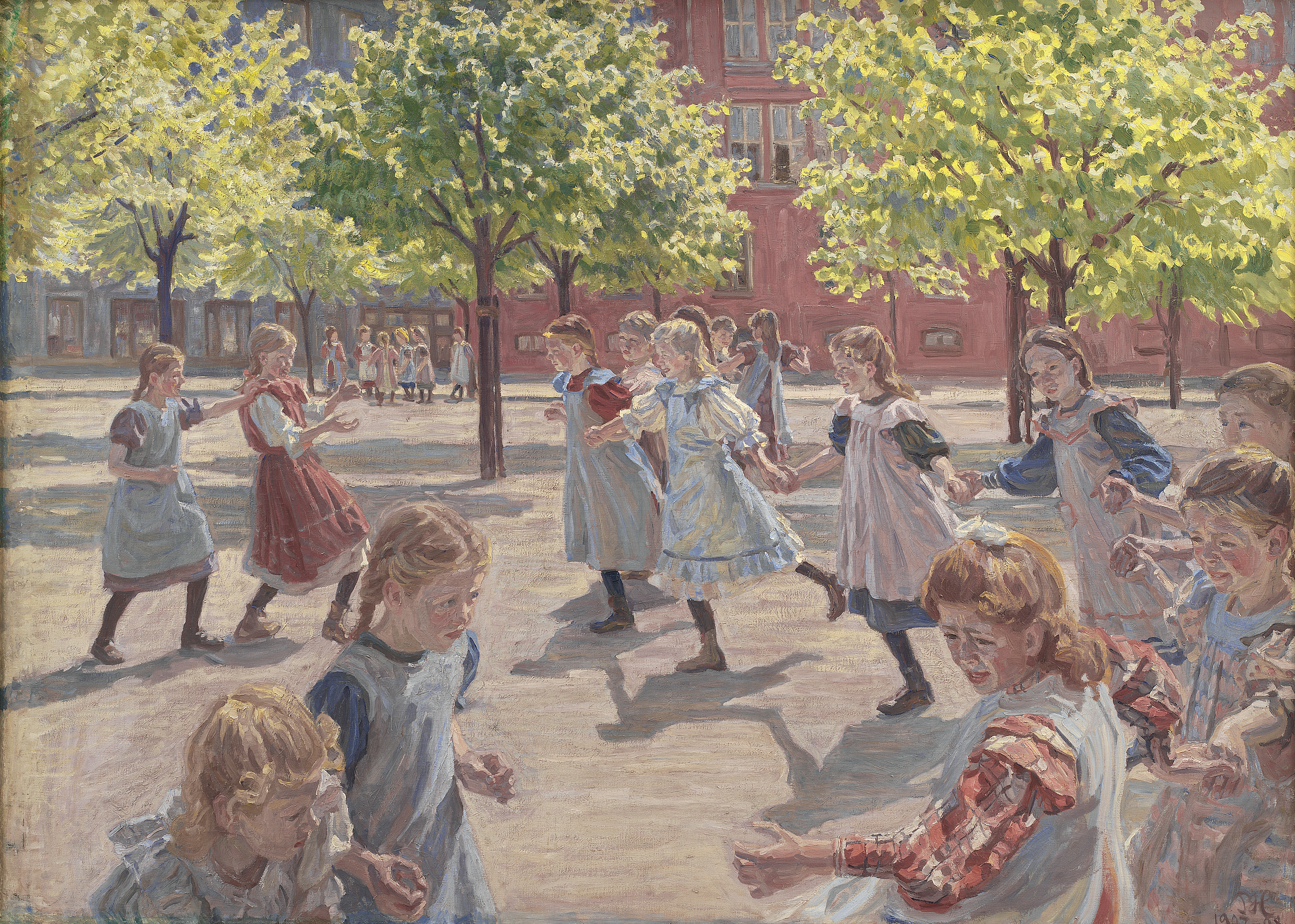
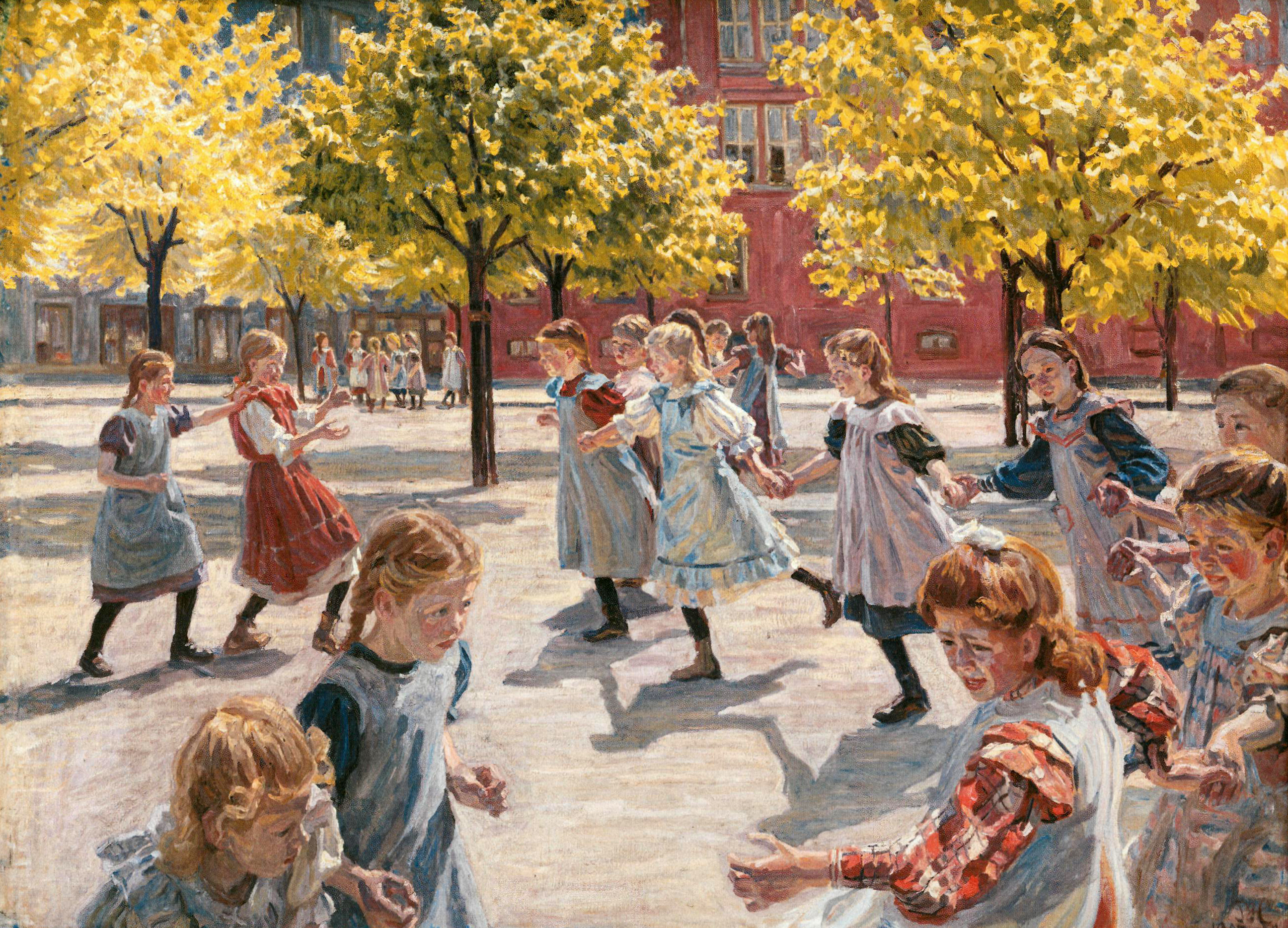
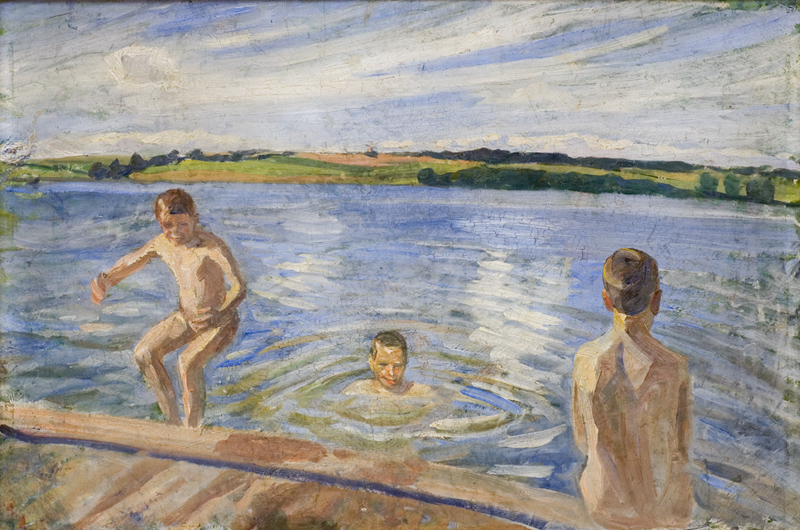